# Kustvlekoog
De kustvlekoog (Eristalinus aeneus) is een vlieg uit de familie zweefvliegen

## Algemeen
De kustvlekoog is een vrij algemene vlieg die voorkomt op weilanden met veel bloemen. Zoals de naam ook al zegt komen ze veel meer voor dicht bij zee.

## Uiterlijk
De vlieg is geheel glanzend donkerbruin tot zwart en heeft rode ogen die opvallend gespikkeld zijn. Een verwante soort is de weidevlekoog. Die heeft nog op het borststuk lichtgrijze strepen. 

## Vliegtijd
De vliegtijd is meestal tussen februari en oktober.